# المدرسة الحبيبية الكبرى
المدرسة الحبيبية الكبرى هي مدرسة من مدارس مدينة تونس تأسست عام 1926 .و سميت بالحبيبية نسبة إلى محمد الحبيب باي باي تونس من 1922 إلى 1929
هي أكبر مدارس السكنى بمدينة تونس من حيث طاقة استيعابها للطلاب 98 طالبا و للغرف 30 غرفة.
تقع المدرسة الحبيبية الكبرى في نهج عبد الوهاب عدد 49، بمنطقة رحبة الغنم 